# HD247931
HD247931 є хімічно пекулярною зорею спектрального класу
B7 й має видиму зоряну величину в смузі V приблизно 10,2.

## Пекулярний хімічний вміст
Зоряна атмосфера HD247931 має підвищений вміст 
Si
.